# Dasyhelea thompsoni
Dasyhelea thompsoni är en tvåvingeart som beskrevs av Meillon 1936. Dasyhelea thompsoni ingår i släktet Dasyhelea och familjen svidknott. Inga underarter finns listade i Catalogue of Life.